# روميو ميتروفيتش
روميو ميتروفيتش (بالبوسنوية: Romeo Mitrović)‏ هو لاعب كرة قدم بوسني في مركز حراسة المرمى، ولد في 12 يوليو 1979 في توزلا في البوسنة والهرسك. شارك مع منتخب البوسنة والهرسك لكرة القدم. أما مع النوادي، فقد لعب مع دينامو زغرب وزرينيسكي موستار ونادي أوسييك ونادي سلوبودا توزلا ونادي كيكسكيميت ونادي لوكوموتيفا.

## وصلات خارجية
- روميو ميتروفيتش على موقع قاعدة بيانات كرة القدم.إي يو (الإنجليزية)
- روميو ميتروفيتش على موقع ناشيونال فوتبول تيمز (الإنجليزية)
- روميو ميتروفيتش على موقع Soccerway.com (الإنجليزية)
- روميو ميتروفيتش على موقع AS.com (الإسبانية)